# Cmentarz w Parysowie
Cmentarz w Parysowie – parafialny cmentarz położony na zachodnim skraju Parysowa przy drodze do Puznówki.

## Historia
Cmentarz parafialny założony został na przełomie XVIII/XIX wieku. Wytyczony na planie prostokąta i wielokrotnie powiększany w kierunku zachodnim. Ogrodzony murem pełnym z polnych kamieni. Brama umieszczona w ogrodzeniu od strony północnej.
W 1868 roku na najstarszej części cmentarza wybudowano kaplicę.
Na obszarze najstarszej części cmentarza brak jest znamion regularnego rozplanowania. Kwatery nie są wydzielone, nagrobki sytuowane chaotycznie a dostęp do nich jest możliwy wąskimi ścieżkami.
Na nowszej części cmentarza, gdzie dokonywano pochówków od okresu międzywojennego, występuje regularne rozplanowanie, teren podzielony został na kwartały i występują regularne alejki.

## Pochowani
- gen. Michał Pełczyński (1775–1833) – topograf, generał brygady Wojska Polskiego
- Leopold Eysymont (1781–1852) – polski szlachcic herbu Korab, kapitan Wojska Polskiego, pisarz i ziemianin.
- Rodzina Frelków z XIX w
- Józef Gawryś zm. 1908
- ks. Władysław Wachowicz zm. 1915
- Rodzina Jarzębskich zm. 1918
- Zofia Sztompka z Guziewiczów zm. 1922